# Erik Lempert
Erik Martin Lempert, född den 6 juli 1943 i Rochester, Förenta staterna, är en svensk jurist.
Lempert avlade juris kandidatexamen vid Lunds universitet 1971 och genomförde tingstjänstgöring 1971–1973. Han var fiskal i Göta hovrätt 1974, tingsfiskal 1974–1975, sekreterare i Arbetsdomstolen 1975–1977, assessor i Göta hovrätt 1978, sekreterare i anställningsskyddskommittén 1978–1981, rättssakkunnig i Arbetsmarknadsdepartementet 1981–1986, tillförordnad expeditionschef där 1886, ordinarie expeditionschef 1987–1991, i Kulturdepartementet 1991–1995. Lempert blev lagman vid Uppsala tingsrätt 1995. Han var ersättare för vice ordföranden i Arbetsdomstolen 1983–1990 och vice ordförande där 1990–1999.